# Santa Catarina Palopó
Santa Catarina Palopó («Santa Catarina»: en honor a su santa patrona Catalina de Alejandría; «Palopó»: del k'akch'ikel, significa «Árbol de amates») es un municipio del departamento de Sololá de la República de Guatemala, que se encuentran en las orillas del lago de Atitlán. Tienen una extensión geográfica aproximada de 8 km². Para el 2002 contaba con una población de 2869 hab de los cuales la gran mayoría es indígena.
Después de la Independencia de Centroamérica en 1821, estuvo en el departamento de Sololá-Suchitepéquez y entre 1838 fue parte del efímero Estado de Los Altos, cuando este pretendió separarse del Estado de Guatemala; tras la recuperación del Estado de Los Altos por pate de Rafael Carrera, la región de Atitlán permaneció en Sololá.  Luego de la Revolución Liberal de 1871, el departamento de Sololá fue despojado de la parte norte de su territorio para formar el departamento de Quiché, pero Santa Catarina Palopó permaneció en el departamento de Sololá.
La población se dedica principalmente al turismo y la producción de auto consumo de maíz, frijol, café y crianza de ganado. Las lenguas que se hablan en el municipio son el español y el k'akchiquel. Su fiesta titular se realiza el 25 de noviembre, en honor a Santa Catalina de Alejandría.

## Geografía física

### Clima
La cabecera municipal de Santa Catarina Palopó tiene clima tropical; (Clasificación de Köppen: Aw).
| Parámetros climáticos promedio de Santa Catarina Palopó | Parámetros climáticos promedio de Santa Catarina Palopó | Parámetros climáticos promedio de Santa Catarina Palopó | Parámetros climáticos promedio de Santa Catarina Palopó | Parámetros climáticos promedio de Santa Catarina Palopó | Parámetros climáticos promedio de Santa Catarina Palopó | Parámetros climáticos promedio de Santa Catarina Palopó | Parámetros climáticos promedio de Santa Catarina Palopó | Parámetros climáticos promedio de Santa Catarina Palopó | Parámetros climáticos promedio de Santa Catarina Palopó | Parámetros climáticos promedio de Santa Catarina Palopó | Parámetros climáticos promedio de Santa Catarina Palopó | Parámetros climáticos promedio de Santa Catarina Palopó | Parámetros climáticos promedio de Santa Catarina Palopó |
| Mes                                                     | Ene.                                                    | Feb.                                                    | Mar.                                                    | Abr.                                                    | May.                                                    | Jun.                                                    | Jul.                                                    | Ago.                                                    | Sep.                                                    | Oct.                                                    | Nov.                                                    | Dic.                                                    | Anual                                                   |
| ------------------------------------------------------- | ------------------------------------------------------- | ------------------------------------------------------- | ------------------------------------------------------- | ------------------------------------------------------- | ------------------------------------------------------- | ------------------------------------------------------- | ------------------------------------------------------- | ------------------------------------------------------- | ------------------------------------------------------- | ------------------------------------------------------- | ------------------------------------------------------- | ------------------------------------------------------- | ------------------------------------------------------- |
| Temp. máx. media (°C)                                   | 25.7                                                    | 25.7                                                    | 26.6                                                    | 26.1                                                    | 25.8                                                    | 23.8                                                    | 24.8                                                    | 24.8                                                    | 24.2                                                    | 24.5                                                    | 25.2                                                    | 25.4                                                    | 25.2                                                    |
| Temp. media (°C)                                        | 19.1                                                    | 18.9                                                    | 19.8                                                    | 19.9                                                    | 20.0                                                    | 19.3                                                    | 19.6                                                    | 19.4                                                    | 19.1                                                    | 19.2                                                    | 19.1                                                    | 18.8                                                    | 19.4                                                    |
| Temp. mín. media (°C)                                   | 12.5                                                    | 12.1                                                    | 13.0                                                    | 13.7                                                    | 14.3                                                    | 14.8                                                    | 14.4                                                    | 14.1                                                    | 14.0                                                    | 13.9                                                    | 13.1                                                    | 12.2                                                    | 13.5                                                    |
| Precipitación total (mm)                                | 2                                                       | 16                                                      | 15                                                      | 49                                                      | 138                                                     | 364                                                     | 184                                                     | 194                                                     | 343                                                     | 190                                                     | 40                                                      | 11                                                      | 1546                                                    |
| Fuente: Climate-Data.org                                |                                                         |                                                         |                                                         |                                                         |                                                         |                                                         |                                                         |                                                         |                                                         |                                                         |                                                         |                                                         |                                                         |

### Ubicación geográfica
Sus colindancias son:
- Noroeste: Panajachel, municipio del departamento de Sololá
- Norte, este y noreste: San Andrés Semetabaj, municipio del departamento de Sololá
- Oeste y suroeste: Lago de Atitlán
- Sureste: San Antonio Palopó, municipio de Sololá[7]

| Noroeste: Panajachel      | Norte: San Andrés Semetabaj | Nordeste: San Andrés Semetabaj |
| Oeste: Lago de Atitlán    |                             | Este: San Andrés Semetabaj     |
| Suroeste: Lago de Atitlán |                             | Sureste: San Antonio Palopó    |

## Gobierno municipal
Los municipios se encuentran regulados en diversas leyes de la República, que establecen su forma de organización, lo relativo a la conformación de sus órganos administrativos y los tributos destinados para los mismos.  Aunque se trata de entidades autónomas, se encuentran sujetas a la legislación nacional. Las principales leyes que rigen a los municipios en Guatemala desde 1985 son:
| N.º | Ley                                                | Descripción |
| --- | -------------------------------------------------- | --- |
| 1   | Constitución Política de la República de Guatemala | Tiene una regulación legal específica para los municipios en los artículos 253 al 262. |
| 2   | Ley Electoral y de Partidos Políticos              | Ley de carácter constitucional aplicable a los municipios en el tema de la conformación de sus autoridades electas. |
| 3   | Código Municipal                                   | Decreto 12-2002 del Congreso de la República de Guatemala. Tiene la categoría de ley ordinaria y contiene preceptos generales aplicables a todos los municipios, e inclusive contiene legislación referente a la creación de los municipios.             |
| 4   | Ley de Servicio Municipal                          | Decreto 1-87 del Congreso de la República de Guatemala. Regula las relaciones entra la municipalidad y los servidores públicos en materia laboral. Tiene su base constitucional en el artículo 262 de la constitución que ordena la emisión de la misma. |
| 5   | Ley General de Descentralización                   | Decreto 14-2002 del Congreso de la República de Guatemala. Regula el deber constitucional del Estado, y por ende del municipio, de promover y aplicar la descentralización y desconcentración económica y administrativa.                                |

El gobierno de los municipios de Guatemala está a cargo de un Concejo Municipal mientras que el código municipal —que tiene carácter de ley ordinaria y contiene disposiciones que se aplican a todos los municipios de Guatemala— establece que «el concejo municipal es el órgano colegiado superior de deliberación y de decisión de los asuntos municipales […] y tiene su sede en la circunscripción de la cabecera municipal». Por último, el artículo 33 del mencionado código establece que «[le] corresponde con exclusividad al concejo municipal el ejercicio del gobierno del municipio».
El concejo municipal se integra con el alcalde, los síndicos y concejales, electos directamente por sufragio universal y secreto para un período de cuatro años, pudiendo ser reelectos.
Existen también las Alcaldías Auxiliares, los Comités Comunitarios de Desarrollo (COCODE), el Comité Municipal del Desarrollo (COMUDE), las asociaciones culturales y las comisiones de trabajo. Los alcaldes auxiliares son elegidos por las comunidades de acuerdo a sus principios, valores, procedimientos y tradiciones, estos se reúnen con el alcalde municipal el primer domingo de cada mes. Los Comités Comunitarios de Desarrollo y el Consejo Municipal de Desarrollo tiene como función organizar y facilitar la participación de las comunidades priorizando necesidades y problemas.

## Historia de Guatemala

### Tras la Independencia de Centroamérica
La región de Atitlán fue uno de los distritos originales del Estado de Guatemala cuando éste fue creado oficialmente en 1825 y pertenecía al departamento de Sololá/Suchitepéquez. En ese año, la Asamblea Legislativa del Estado también dividió al Estado de Guatemala en once distritos para la impartición de justicia, y Santa Catarina Palopó fue parte del circuito de Sololá en el Distrito N.º7 (Sololá), el cual incluía también a Concepción, Panajachel, San Andrés Semetabaj, San Antonio Palopó, San Jorge, Santa Cruz, Santa Lucía Utatlán, Santa Catarina Istaguacán y Argueta.

### El efímero Estado de Los Altos

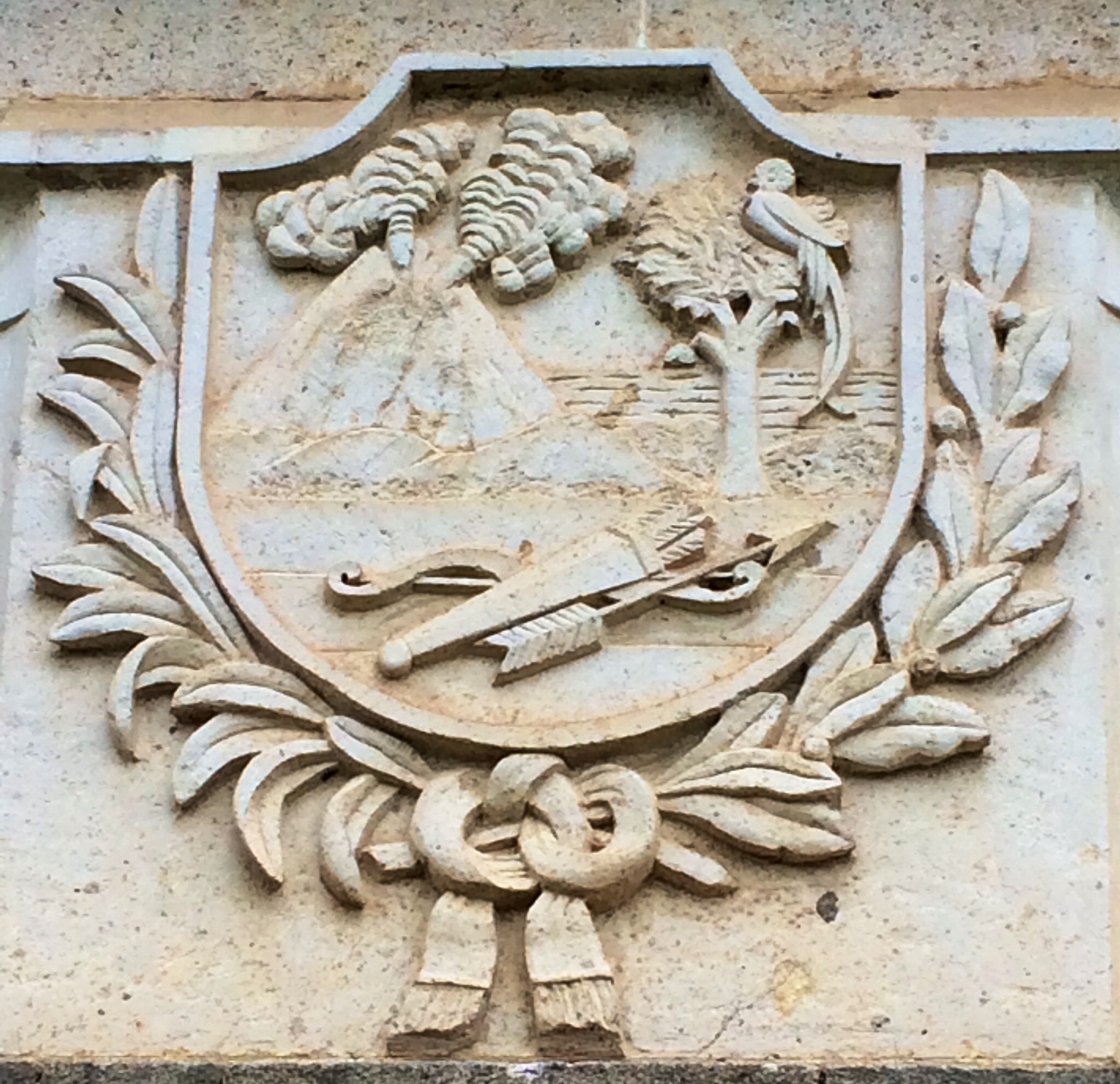
Escudo del Estado de los Altos

A partir del 3 de abril de 1838, Santa Catarina Palopó fue parte de la región que formó el efímero Estado de Los Altos y que forzó a que el Estado de Guatemala se reorganizara en siete departamentos y dos distritos independientes el 12 de septiembre de 1839: 
- Departamentos: Chimaltenango, Chiquimula, Escuintla, Guatemala, Mita, Sacatepéquez, y Verapaz
- Distritos: Izabal y Petén[9]

La región occidental de la actual Guatemala había mostrado intenciones de obtener mayor autonomía con respecto a las autoridades de la ciudad de Guatemala desde la época colonial, pues los criollos de la localidad consideraban que los criollos capitalinos que tenían el monopolio comercial con España no les daban un trato justo.  Pero este intento de secesión fue aplastado por el general Rafael Carrera, quien reintegró al Estado de Los Altos al Estado de Guatemala en 1840.

### Tras la Reforma Liberal de 1871
Luego de la Reforma Liberal de 1871, el presidente de facto provisiorio Miguel García Granados dispuso crear el departamento de Quiché para mejorar la administración territorial de la República dada la enorme extensión del territorio de Totonicapán y de Sololá. De esta cuenta, el 12 de agosto de 1872 el departamento de Sololá perdió sus distritos de la Sierra y de Quiché y se vio reducido únicamente a los poblados de Santa Catarina Palopó, villa de Sololá, San José Chacallá, Panajachel, Concepción, San Jorge, Santa Cruz, Santa Lucía Utatlán, Santa Clara, Santa Bárbara, San Juan de los Leprosos, Visitación, San Pedro, San Juan, San Pablo, San Marcos, Atitlán, San Lucas Tolimán, San Antonio Palopó, San Andrés Semetabaj y Patulul.